# Zalișanî, Dubrovîțea
Zalișanî (în ucraineană Залішани) este un sat în comuna Trîputnea din raionul Dubrovîțea, regiunea Rivne, Ucraina.

## Demografie
Componența lingvistică a localității Zalișanî
     Ucraineană (98,18%)
     Rusă (1,82%)
Conform recensământului din 2001, majoritatea populației localității Zalișanî era vorbitoare de ucraineană (98,18%), existând în minoritate și vorbitori de rusă (1,82%).